# Psychrolutiden
Psychrolutiden (Psychrolutidae) zijn een familie van straalvinnige vissen uit de orde van Schorpioenvisachtigen (Scorpaeniformes).

## Geslachten
- Ambophthalmos K. L. Jackson & J. S. Nelson, 1998
- Cottunculus Collett, 1875
- Dasycottus T. H. Bean, 1890
- Ebinania Matsubara, 1932
- Eurymen C. H. Gilbert & Burke, 1912
- Gilbertidia C. Berg, 1898
- Malacocottus T. H. Bean, 1890
- Neophrynichthys Günther, 1876
- Psychrolutes Günther, 1861